# Wassergefährdungsklasse
Die Wassergefährdungsklasse (Abk. WGK) bezeichnet im deutschen Wasserrecht die Eignung eines Stoffes oder Gemisches zur Verunreinigung eines Gewässers, also von Wasser. Nach dieser Einstufung bestimmen sich die Vorsorgemaßnahmen derer, die mit diesen Stoffen umgehen.

## Deutschland

### Historische Entwicklung
Der Begriff stammt aus der zum 2. August 2017 aufgehobenen Verwaltungsvorschrift wassergefährdender Stoffe (VwVwS).
Darin wurde die Wassergefährdung von Stoffen näher bestimmt, teils als Stofflisten der Klassen, teils als vorgeschriebene Einstufungsverfahren. Diese Vorschrift leitete sich aus § 62 Absatz 4 Nummer 1 in Verbindung mit § 23 Absatz 1 Nummer 5 bis 11 des Wasserhaushaltsgesetzes (WHG) ab.
In der vorhergehenden Allgemeinen Verwaltungsvorschrift zum Wasserhaushaltsgesetz über die nähere Bestimmung wassergefährdender Stoffe und ihre Einstufung entsprechend ihrer Gefährlichkeit vom 18. April 1996, gab es noch eine WGK 0 für „im allgemeinen nicht wassergefährdende“ Stoffe. Die WGK 0 ist mit der Veröffentlichung der VwVwS vom 17. Mai 1999 weggefallen. In der VwVwS wurden diese Stoffe teilweise als „nicht wassergefährdend“ eingestuft, teilweise aber in die WGK 1 übergeleitet.
Die nach Wassergefährdungsklasse und Stoffmenge gestaffelten Anforderungen wurden im Wasserrecht der Bundesländer durch die „Anlagenverordnungen“ (VAwS, Verordnungen über Anlagen zum Umgang mit wassergefährdenden Stoffen) festgesetzt. Im Jahre 2010 erließ die durch das WHG dazu ermächtigte Bundesregierung die Verordnung über Anlagen zum Umgang mit wassergefährdenden Stoffen (AwSV). Am 18. April 2017 ist eine neue AwSV erlassen worden und teils am 22. April 2017, teils am 1. August 2017 in Kraft getreten. Diese „[…] legt […] bundesweit einheitliche Anforderungen an Anlagen zum Umgang mit wassergefährdenden Stoffen fest und löst die bisher gültigen unterschiedlichen Anlagenverordnungen (VAwS) der einzelnen Bundesländer ab. […] Die einstufungsbezogenen Regelungen der AwSV (Kapitel 2 und die Anlagen 1 und 2) basieren auf der VwVwS von 1999 und 2005 und harmonisieren die WGK-Einstufung mit der CLP-Verordnung (EG Nr. 1272/2008). Die AwSV regelt grundsätzlich die Einstufung von Stoffen und Gemischen in Wassergefährdungsklassen (WGK).“ Die Allgemeine Verwaltungsvorschrift zum Wasserhaushaltsgesetz über die Einstufung wassergefährdender Stoffe in Wassergefährdungsklassen (Verwaltungsvorschrift wassergefährdende Stoffe – VwVwS) ist am 10. August 2017 mit Wirkung vom 2. August 2017 aufgehoben worden.

### Bedeutung
Nach der aktuellen Verordnung über Anlagen zum Umgang mit wassergefährdenden Stoffen (AwSV) bedeuten die Klassen
| WGK 1 | Schwach wassergefährdend  |
| WGK 2 | Deutlich wassergefährdend |
| WGK 3 | Stark wassergefährdend    |

An die Einstufung eines Stoffes oder Stoffgemisches in eine dieser Klassen knüpfen sich Sicherheitsregeln für Betreiber von ortsfesten Anlagen bei der Lagerhaltung und anderen Formen des Umgangs mit diesen Stoffen: Mit höherer Gefährdung und entsprechend höherer Gefährdungsklasse steigen die Anforderungen an die Anlagebetreiber, um einer Verwirklichung dieser Risiken vorzubeugen. So ist die Wassergefährdungsklasse neben dem Fassungsvermögen ein Kriterium zur Bestimmung der Gefährdungsstufe einer Anlage zum Umgang mit wassergefährdenden Stoffen, nach der sich etwa die Häufigkeit ihrer Kontrolle oder die Fachbetriebspflicht bei ihrer Errichtung, Reinigung oder Instandsetzung richtet.
Diese Kategorien gelten nicht für den Güterverkehr, da die AwSV nicht auf mobile Anlagen anwendbar ist.

### Einstufung
Stoffe oder Gemische werden in Wassergefährdungsklassen eingestuft, falls sie nicht zuzuordnen sind den Kategorien
- nicht wassergefährdend (ähnlich früher: WGK 0) oder
- allgemein wassergefährdend, also Jauche, Gülle und Silage(sickersäfte) und andere in § 3 Abs. 2 AwSV gelistete Gruppen.

Das Umweltbundesamt entscheidet dann über die Einstufung von Stoffen oder Stoffgruppen in eine WGK; über die Einstufung von Gemischen in eine WGK und über die Einordnungen von Stoffen oder Gemischen als nicht wassergefährdend kann es entscheiden. Diese Entscheidungen werden im Bundesanzeiger veröffentlicht.  Diese und die nach der bis 2017 gültigen Rechtslage veröffentlichten, weiterhin gültigen Einstufungen des Umweltbundesamtes sind über seine Datenbank "Rigoletto" abrufbar.  Stoffe oder Gemische, die davon nicht erfasst sind und nicht in Behältern oder Verpackungen umgesetzt werden, hat der Betreiber einer Anlage selbst unter Überwachung des Umweltbundesamtes einzustufen, bevor er mit ihnen umgeht. So lange sie nicht nach diesen Regeln eingestuft oder allgemein wassergefährdend sind, gelten sie als stark wassergefährdend (WGK 3).
Grundlage der amtlichen Einstufung wie der ansonsten nötigen Selbsteinstufung in WGK oder als nicht wassergefährdend ist neben Kriterien wie der Dichte und Wasserlöslichkeit ein Punktesystem, das sich an die aus wissenschaftlichen Prüfungen abgeleiteten R-Sätze und H-Sätze anlehnt. Ohne solche Erkenntnisse greift ein eigenes Bewertungssystem über Vorsorgepunkte, das im Zweifel zur Einstufung in eine höhere Wassergefährdungsklasse führt. Für Gemische ist die Anteilberechnung geregelt.
In den Sicherheitsdatenblättern gemäß REACH-VO ist die WGK auszuweisen.

## Schweiz
Die Schweiz kennt zwei Klassen für wassergefährdende Flüssigkeiten
- Klasse A = Stoffe, die in kleinen Mengen Wasser verunreinigen können
- Klasse B = Stoffe, die in großen Mengen Wasser verunreinigen können

Im Jahr 2007 wurde die Verordnung über den Schutz der Gewässer vor wassergefährdenden Flüssigkeiten aufgehoben. Die für den Gewässerschutz wichtigsten Bestimmungen wurden dabei in das Gesetz über den Schutz der Gewässer (Gewässerschutzgesetz, GSchG, SR 814.20) bzw. die Gewässerschutzverordnung (GSchV, SR 814.201) übernommen, darunter auch die Einteilung der wassergefährdenden Flüssigkeiten in zwei Klassen.
In der Praxis werden zunehmend die deutschen Wassergefährdungsklassen verwendet, so auch in Interkantonalen Merkblättern und Empfehlungen.

## Technische Schutzmaßnahmen
In Abhängigkeit von der Wassergefährdungsklasse sowie der Lagermengen wassergefährdender Stoffe bzw. der Anlagengröße sind beispielsweise Auffangwannen und Löschwasser-Rückhalteeinrichtungen als Maßnahmen des Gewässerschutzes erforderlich.